# Сасаки, Кэнъити
Наши эстетические потребности удовлетворяются в процессе «переживания природы», и нам не нужны различные виды искусства
Кэнъити Сасаки (яп. 佐々木健一; род. 26 января 1943, Токио) — японский философ, специалист по эстетике. Профессор Токийского университета, вице-президент Международной федерации философских обществ, бывший президент Международной ассоциации эстетики и редактор философского журнала Diogenes.

## Биография
Кэнъити Сасаки окончил факультет литературы Токийского университета, курс французской литературы (1965). Работал в Сайтамском университете. В 1989—2004 годах был профессором Токийского университета. В 1983 году получил премию Сантори по социальным и гуманитарным наукам в области искусства литературы за книгу «Структура диалога» (1982).

## Эстетика Кэнъити Сасаки
Главной целью исследований Сасаки является соединение японского философского мира с международным. Основная область исследований — эстетика Франции XVIII века, он опубликовал обширное исследование трактатов Дидро об искусстве (2013). Автор многочисленных работ на японском, английском и французском языках, одна из его работ переведена на русский и опубликована в издании «Ориентиры…» Института философии РАН. Эта работа Сасаки связана с концепцией ики, которую ввёл в японскую эстетику Сюдзо Куки. Японец сильнее чувствует ики, внезапно увидев изящную фигуру женщины, поливающую цветы, или что-либо иное, позволяющее представить драматическую мизансцену в повседневной жизни, и поэтому меньше нуждается в произведениях искусства, как источнике эстетического наслаждения. Сасаки пишет, что «наши эстетические потребности удовлетворяются в процессе „переживания“ природы, и нам не нужны различные виды искусства».
Кэнъити Сасаки также работает над «новой эстетикой». Краткий обзор этих работ можно найти в книге главного научного сотрудника Института философии РАН К. М. Долгова. В представлении Сасаки эстетика Японии морально ориентирована, также в эстетике играют большую роль традиции и природа, в отличие от западной эстетики. Японская эстетика также делает своим субъектом произведение искусства, а человек здесь — объект, он гораздо менее значим, чем в западной традиции. Природа и подражание природе в искусстве составляют существенную часть японской культуры и занимают важное место в эстетических исследованиях самого Сасаки.